# アンリエット＝フェリシテ・タサエール
アンリエット＝フェリシテ・タサエール（Henriette-Félicité Tassaert、1766年 5月4日 - 1818年6月8日）はドイツで活動した肖像画家である。

## 略歴
パリで生まれた。父親のジャン＝ピエール＝アントワーヌ・タサエールはアントウェルペン出身の彫刻家で、母親はフランス人のミニアチュール画家のMarie-Edmée Moreauであり、母親から絵画を学んだ。1775年に父親がプロイセン王国の宮廷彫刻家になるため、家族はベルリンに移った。ベルリンで父親の同僚のベルリンの美術アカデミーの画家ヨハン・フリッシュやアントン・グラーフ、版画家のダニエル・ホドヴィエツキらに学んだ。国王フリードリヒ2世の肖像画も描くようになった。
ドレスデンでの修行を望んだが、国王は許可を与えず、国王が亡くなった後、1787年にドレスデンに6ヶ月滞在し、女性パステル画家、ディングリンガー(Sophie Friederike Dinglinger :1736–1791)の邸で学び、ドレスデンの美術館で巨匠たちの作品を模写して修行した。ベルリンのアカデミーに作品を送り、名誉会員になった。
1788年に父親が亡くなった後も宮廷から報酬を与えられた。1816年までアカデミーの展覧会に出展した。1792年にフランスの法律家と結婚した。油絵具やパステルで多くの肖像画を描いた。

## 作品

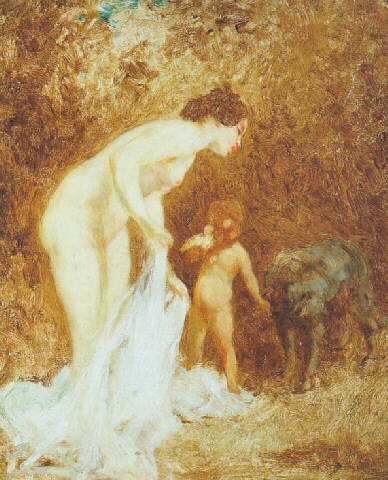
Galatée et le fils de Polyphème
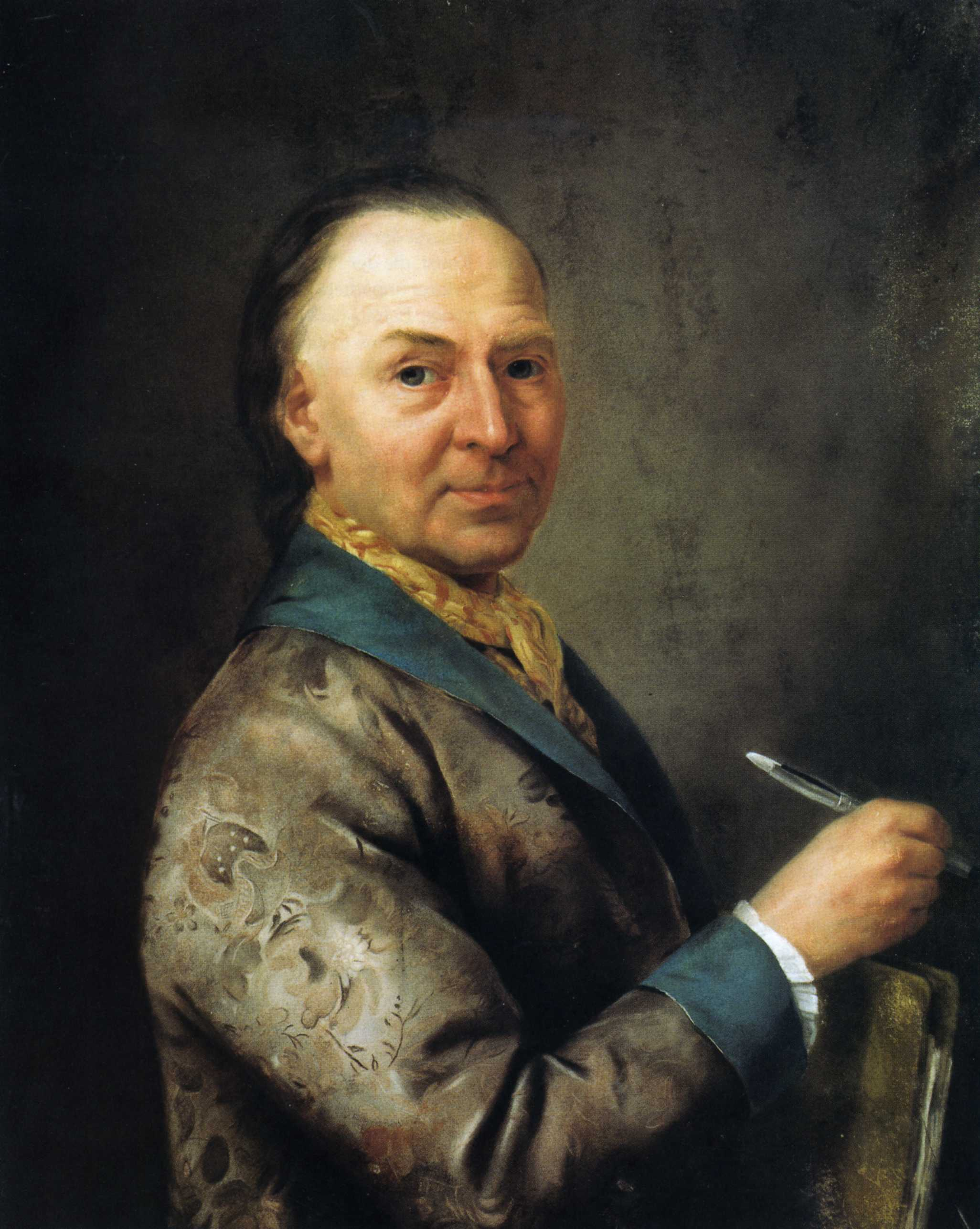
ベルンハルト・ローデ
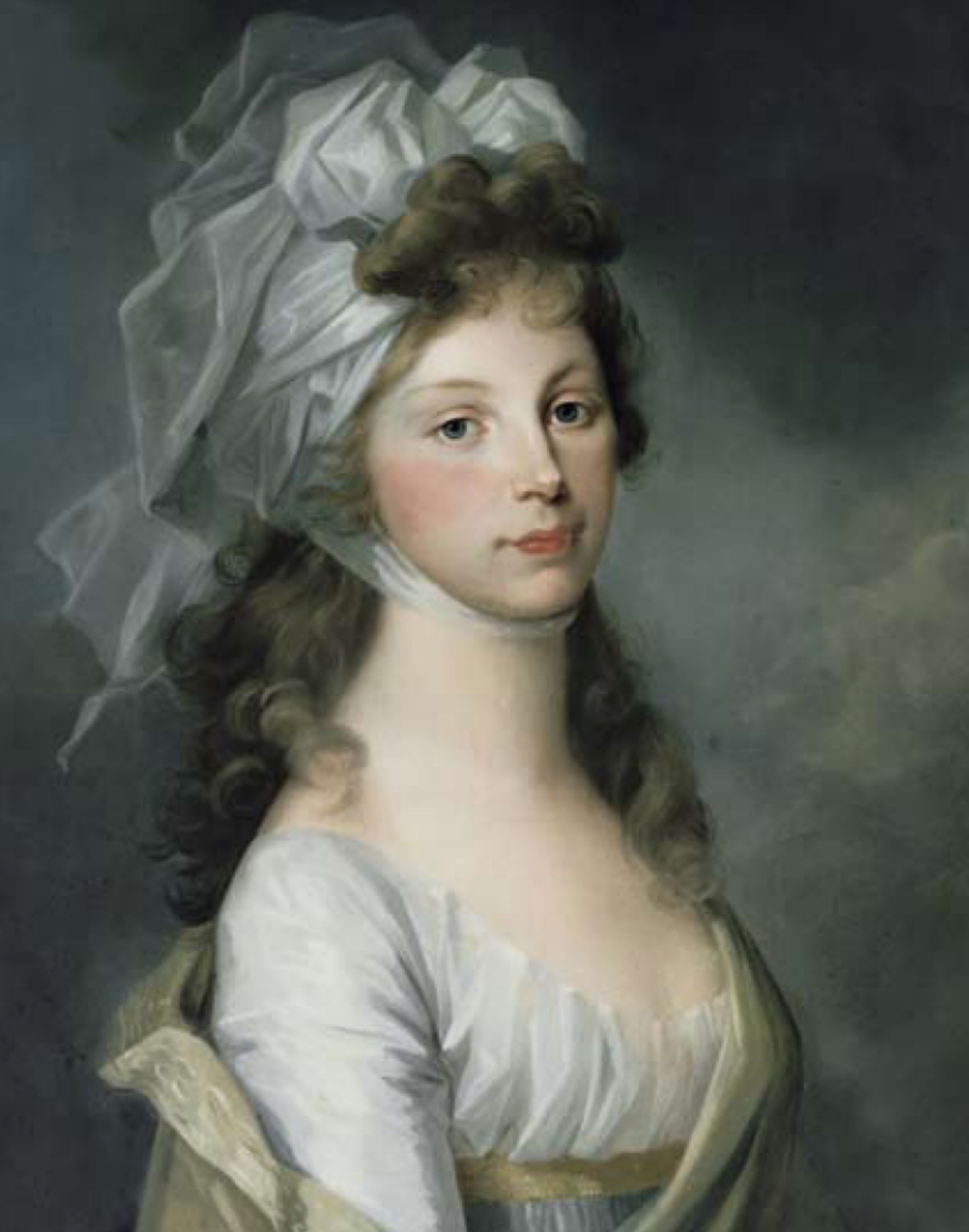
プロイセン王妃ルイーゼ
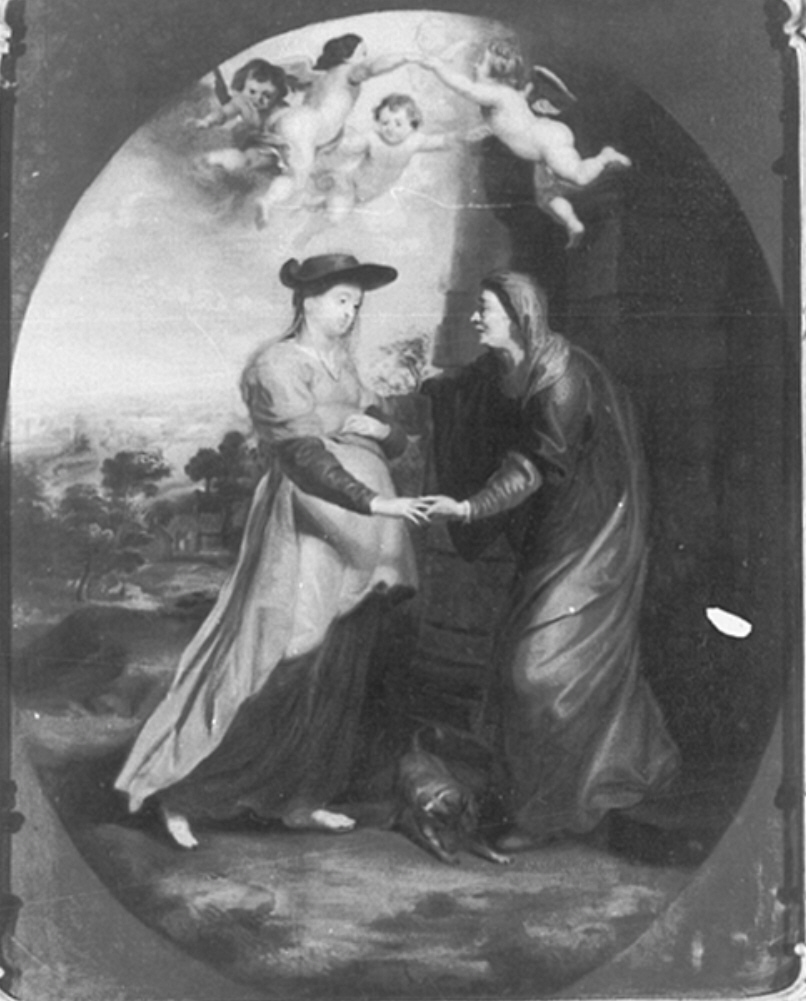
Marias Besuch bei Elisabeth